# Войцех Рудий
Войцех Влади́слав Ру́дий (пол. Wojciech Władysław Rudy, нар. 24 жовтня 1952, Катовиці) — польський футболіст, що грав на позиції захисника.
Насамперед відомий виступами за «Заглемб'є» (Сосновець), в якому провів майже всю ігрову кар'єру, а також національну збірну Польщі, у складі якої ставав срібним призером Олімпійських ігор 1976 року.

## Клубна кар'єра
У дорослому футболі дебютував 1970 року виступами за «Заглембє» (Сосновець), в якому провів тринадцять сезонів, взявши участь у 272 матчах чемпіонату. Більшість часу, проведеного у складі сосновецького «Заглембе», був основним гравцем захисту команди, двічі за цей час вигравши Кубок Польщі у 1977 та 1978 роках, а 1979 року Войцех був визнаний найкращим гравцем року в Польщі за версією видання «Piłka Nożna».
Протягом 1983–1984 років захищав кольори фінського клубу КуПС, після чого повернувся до «Заглемб'є» (Сосновець), проте за сезон зіграв лише три матчі в чемпіонаті і 1985 року завершив ігрову кар'єру.

## Виступи за збірну
1974 року дебютував в офіційних матчах у складі національної збірної Польщі в товариській грі проти збірної Канади.
У складі збірної був учасником Олімпіади в Монреалі в 1976 році, де разом зі збірною став срібним призером турніру, та чемпіонату світу 1978 року в Аргентині.
Єдиний гол за збірну забитв 17 жовтня 1979 року в Амстердамі, допомігши «кадрі» здобути нічию 1:1 у матчі з Нідерландами.
Протягом кар'єри у національній команді, яка тривала вісім років, провів у формі головної команди країни 39 матчів, забивши 1 гол.

## Після завершення кар'єри
Після завершення кар'єри протягом 10 років працював футбольним арбітром.
З навчального року 2000/2001 був директором початкової школи № 23 у місті Сосновець, а також обіймав посаду спортивного директора клубу «Заглемб'є» (Сосновець).
24 квітня 2007 року був затриманий прокуратурою Вроцлава через розслідування щодо корупції в польському футболі. 26 квітня 2007 року звільнений з в'язниці після співпраці з прокурором під заставу в розмірі 20 000 злотих. Наступного дня він повернувся на посаду директора школи, з якої, однак, був звільнений через кілька тижнів.

## Титули та досягнення
- Чемпіонат Польщі:
  - срібний призер (1): 1972
- Кубок Польщі:
  - володар (2): 1977, 1978
  - фіналіст (1): 1971
- Кубок Ліги Польщі:
  - фіналіст (1): 1978 (неофіційно)
- Срібний олімпійський призер: 1976

### Індивідуальні
- Гравець року в Польщі за версією видання «Piłka Nożna»: 1979